# Кулініч Микола Федорович
Микола Федорович Кулініч (14 грудня 1930, село Куцівка, тепер Смілянського району Черкаської області — 2 травня 1995, місто Київ) — український радянський діяч, міністр харчової промисловості УРСР. Депутат Верховної Ради УРСР 10—11-го скликань (у 1981—1990 роках). Кандидат у члени ЦК КПУ в 1981—1986 роках.

## Біографія
У 1950 році закінчив Смілянський технікум харчової промисловості. У 1950—1954 роках — у Радянській армії.
Член КПРС з 1953 року.
У 1960 році закінчив Київський технологічний інститут харчової промисловості, здобув спеціальність інженера-технолога.
У 1960—1961 роках — начальник зміни, секретар партійної організації Смілянського цукрово-молочного комбінату Черкаської області; інструктор Черкаського обласного комітету КПУ.
У 1961—1967 роках — директор Кам'янського цукрового комбінату Черкаської області.
У 1967—1972 роках — начальник Черкаського обласного управління харчової промисловості.
У 1972—1973 роках — заступник, у 1973 — лютому 1981 року — 1-й заступник міністра харчової промисловості Української РСР.
2 лютого 1981 — 4 січня 1985 року — міністр харчової промисловості Української РСР.
4 січня 1985 — 10 лютого 1986 року — заступник голови Ради Міністрів Української РСР.
У 1986 — червні 1989 року — заступник голови Держагропрому СРСР — начальник відділу харчової промисловості.
5 червня 1989 — 1991 року — 1-й заступник голови Держагропрому Української РСР — міністр Української РСР.
У 1991 — травні 1995 року — голова Державного комітету по харчовій промисловості України.

## Нагороди
- ордени;
- медалі;
- Почесна грамота Президії Верховної Ради Української РСР (11.12.1980).